# Los Altos (pays)
Pour les articles homonymes, voir Los Altos.
1838–1840
Entités précédentes :
- Provinces unies d'Amérique centrale

Entités suivantes :
- Guatemala
- Mexique

Los Altos fut un État d’Amérique centrale dont la capitale était Quetzaltenango. Son existence ne fut que temporaire. Son territoire couvrait l'ouest du Guatemala actuel et des parties de l’État fédéral mexicain du Chiapas.
Il fut le sixième État à intégrer les Provinces unies d'Amérique centrale, dans les années 1830, regroupant alors le Guatemala, le Honduras, le Salvador, le Nicaragua et le Costa Rica, selon une volonté locale d’autonomie avec l’État du Guatemala. La scission du Guatemala et l’indépendance de Los Altos fut officiellement proclamée le 2 février 1838. Le gouvernement fédéral reconnut Los Altos en tant que sixième État de l’Union et conféra des sièges distincts aux représentants de Los Altos au Congrès fédéral le 5 juin de cette même année. Son premier président fut Marcelo Molina.
L’État de la nouvelle République du sixième État de los Altos (Republica del Sexto Estado de los Altos) au sein de la fédération était divisé en trois départements : Totonicapán, Quetzaltenango et Suchitepéquez-Sololá.
À la suite de la guerre civile qui ravage ensuite les Provinces unies et conduit à son éclatement, Los Altos proclame son indépendance en tant que République indépendante de Los Altos le 27 janvier 1840, mais est ensuite largement envahi le 2 avril de la même année par l'armée de Rafael Carrera, qui capture la majorité des représentants officiels de Los Altos et les fait rapidement exécuter.
Rafael Carrera, devenu gouverneur de fait de la zone, proclame alors la ré-annexion forcée de Los Altos dans le Guatemala. Tirant profit de la situation de chaos et de la situation politique non établie pour le reste du pays, la région de Soconusco qui avait fait partie de l’ancienne république fédérale d'Amérique centrale fut annexée à son tour par le Mexique fédéral et intégré en tant que région à statut spécial dans l’est de l’État actuel du Chiapas.
En 1844, 1848 et 1849, plusieurs révoltes éclatèrent contre la dictature de Rafael Carrera en vue de ré-obtenir l’indépendance de Los Altos, mais celles-ci échouèrent ; seule l’une d’elles conduisit à la proclamation brève de l’indépendance de Los Altos, avec la formation d’un gouvernement d’intérim, entre le 5 septembre et le 21 octobre 1848, conduit par Fernando Antonio Dávila, José Velazco et Rafael de La Torre.
Aujourd’hui, le nom Los Altos est encore utilisé pour désigner des régions dans chaque État de ces deux pays ; dans la partie mexicaine, cette région a un statut spécial au sein de l’actuel État du Chiapas, et est appelée Los Altos de Chiapas. En revanche la dénomination Los Altos reste informelle dans la partie guatémaltèque pour désigner les alentours de Quetzaltenango.